# خلية شعرية
الخَلِيَّةُ الشَّعْرِيِّةُ أو الخَلِيَّةُ المُشعَّرة هي المستقبلات الحسيَّة لكلا الجهازين السمعي والدهليزي في آذان سائر الفقاريات. وتستشعر هذه الخلايا الحركات في بيئتها المحيطة من خلال عملية التنبيغ الميكانيكي الكهربائي. وتوجد الخلايا الشعرية السمعية لدى الثدييات ضمن عضو كورتي الحلزوني والذي يقع على الغشاء القاعدي الرقيق في قوقعة الأذن الداخلية. وجاء اسم «الخلايا الشعرية» من لمَّات الأهداب الساكنة المعروفة بالحُزم الشعرية والناتجة عن الغشاء السقفي إلى القناة القوقعية المملوءة بالسائل. وتنقسم الخلايا الشعرية القوقعية لدى الثدييات تشريحيًا ووظيفيًا إلى نوعين مختلفين يعرفان بالخلايا الشعرية الداخلية وأخرى خارجية. وإذا ما لحق ضررٌ بهذه الخلايا الشعرية ينجم عنه حساسية سمعية منخفضة، ولا أمل في علاج هذا الضرر إذ أن الخلايا الشعرية في الأذن الداخلية لا تتجدد بعد تلفها، بيد أن هذا لا ينطبق على كل الكائنات الحية فعلى سبيل المثال سمك الزرد الذي هو موضع الكثير من الدراسات وكذلك الطيور من أمثلة الكائنات ذات الخلايا الشعرية القابلة للتجديد. 
تحوي قوقعة الإنسان عند الولادة ما يقارب 3500 خلية شعرية داخلية و 12000 خلية شعرية خارجية. تضخم الخلايا الشعرية الخارجية الأصوات المنخفضة ميكانيكيًا عندما تدخل إلى القوقعة، وقد يكون هذا التضخيم مدعومًا إما بحركة حزمها الشعرية أو الحركة المُسيَّرَة كهربائياً لأجسامها الخلوية. ويتضخم الصوت بالكهرباء النقلية الجسدية عند كل الفقاريات البريّة، وتتأثر بميكانيكية القفل في القنوات الأيونية الحسية الميكانيكية في أطراف الحزم الشعرية.
تُحَوِّل الخلايا الشعرية الداخلية ذبذبات الصوت في سائل القوقعة إلى إشارات كهربائية، ومن ثم ينقل العصب السمعي تلك الإشارات الكهربائية إلى جذع الدماغ السمعي والقشرة السمعية.

## الخلايا الشعرية الخارجية

### مكبر أولي صوتي
تملك الثديات خلايا شعرية خارجية، وللخلايا الشعرية مستقبل يتحسس الذبذبات النشطة في جسم الخلية.
وتستجيب هذه الآلية للإشارات الكهربائية وتسمى الكهرباء النقلية، وتحرك الذبذبات في كل الخلية والتي تحدث عند إستشعار الصوت كما وتكبر ردود الفعل الميكانيكية.
فالخلايا الشعرية لاتوجد في أي مخلوق حي غير الثديات وعلى الرغم من قدرتها على الاستماع الحساس إلا إنها تشابه القدرة السمعية لفصائل أخرى من الفقاريات التي لاتملك الخلايا الشعرية، وهذه القدرة انخفضت مايقارب حوالي الخمسين ديسيبل. وفي بعض الثديات البحرية، فإن الخلايا الشعرية الخارجية تمتد لنطاق يقارب المئتين كيلوهرتز.
وهدف هذا الجهاز هو التكبير اللاخطي للأصوات الهادئة أكثر من المرتفعة ولذلك فضغط الصوت ذو المدى الواسع قد يقلل من انزياحات الشعر، وتسمى خاصية التكبير هذه بالتكبير القوقعي.
وشهد علم الأحياء الجزئي للخلايا الشعرية تقدما كبيراً في السنوات الاخيرة، فتحديد البروتين المتحرك «بريستين»، أكد على وجود الكهرباء النقلية الجسدية في الخلايا الشعرية الخارجية.

## علامة تكيف الخلايا الشعرية
تدفق ايون الكالسيوم يلعب دوراً مهماً للخلايا الشعرية كي يكيفها على تمدد الإشارة.
وهذا يسمح للإنسان تجاهل الاصوات الساكنة التي لا أهمية لها وكذلك بأن يكونوا أكثر حده للمتغيرات الأخرى المحيطة حولنا.
وسر آلية التلاءم يأتي من بروتين العضلات ميوزين 1c والذي يسمح للتلاءم البطئ ويزيد من التوتر المسبب لتحسس تحويل القنوات وكذلك يشارك في تحويل إشارة الأجهزة.
تظهر كثير من الأبحاث الحديثة ان حساسية الكالسيوم التي تربط الكالمودولين بالميوزين 1c من الممكن ان تنظم انفعالات التكيف الحركي مع عناصر أجهزة التحويل الأخرى.

### تعريف التكيف السريع
اثناء التكيف السريع، ايونات الكالسيوم التي تدخل من خلال ستيريوسيليوم من خلال ربط قناة إم إي تي المفتوحة بسرعة إلى الموقع أو بالقرب من القناة وإغلاق القناة. عندما تغلق القنوات، يرتفع التوتر في *الرابط الموضح*، يسحب رزمة في الاتجاه المعاكس. التكيف السريع هو أكثر وضوحاً في الصوت والسمع يكشف خلايا الشعر.
التكيف البطيء: يشير النموذج المسيطر أن التكيف البطيء يحدث عندما ينزل الميوزين أسفل الهدب الساكن (stereocilium)
استجابة لارتفاع التوتر أثناء نزوح الحزمة. ونتيجة لذلك، ينخفض التوتر في الرابط العلوي وهو ما يسمح للحزمة بالتحرك أبعد في الاتجاه المعاكس. ومع انخفاض التوتر، تغلق القنوات وينتج عنها انخفاض في تيار التحويل. ويبرز التكيف البطيء أكثر في خلايا الشعر الدهليزية التي تشعر بالحركة المكانية بينما هي الأقل بروزاً في خلايا الشعر القوقعية التي تكشف عن الإشارات السمعية.

## الاتصال العصبي
تقوم الخلايا العصبية الموجودة في العصب السمعي (ويعرف أيضاً بالعصب القحفي الثامن) بوصل القوقعة والعصب الدهليزي بالخلايا الشعيرية. ويُعتَقد أن الناقلات العصبية الصادرة من الخلايا الشعيرية التي تقوم بتحفيز الخلايا العصبية الطرفية المحورية عبر الخلايا الحاملة (الموجهة نحو الدماغ) هي الغلوتامات. يوجد شريط عصبي مستقل في منطقة رباط المشبك العصبي محاط بالحويصلات المشبكية قيل أنه المسؤول عن تسريع عملية النواقل العصبية.
تتلخص وظيفة العصب الليفي بوصل الخلايا الشعيرية الداخلية أكثر من وصل الخلايا الشعيرية الخارجية، فقد يصل العصب الليفي الواحد عدة خلايا شعيرية خارجية بينما الخلية الشعيرية الداخلية الواحدة تحتاج لعدة أعصاب ليفية معاً. وتتصل الخلايا الشعيرية الداخلية بالعصب الليفي بقوة على النقيض تماماً من الخلايا الشعيرية الخارجية. ويمكن اعتبار منطقة الغشاء القاعدي المسؤولة عن نقل الأوامر للأعصاب الليفية مجالاً مستقبلاً للخلايا.
تؤدي التصورات (الصادرة من الدماغ إلى القوقعة) دوراً هاماً في قدرتنا على استقبال الأصوات، وتظهر نقاط الاشتباك العصبي على الخلايا الشعيرية الخارجية وعلى محاور عصبية تحت الخلايا الشعيرية الداخلية، حيث يتم تعبئة الحويصلات المشبكية بمادة الأستيل كولين والنيروبيبتيد وبمادة الكالسيتينونين المتعلقة بالجينات، وتختلف نتائج هذا المركب من خلية لأخرى، فقد يتسبب الأستيل كولين بفرط الاستقطاب في الخلية، الذي بدوره قد يقلل من حساسية القوقعة للأصوات.

## تجدد الخلايا
قد تؤدي الأبحاث المتعلقة بإعادة نمو الخلايا القوقعية إلى إيجاد علاجات طبية تساعد على استعادة السمع. وخلافا للطيور والأسماك، فإن البشر والثدييات الأخرى ليس لديهم القدرة على تجديد خلايا الأذن الداخلية والتي تحول الصوت إلى إشارات عصبية عندما تتلف تلك الخلايا بسبب العمر أو المرض. ويحرز الباحثون تقدما في العلاج الجيني والعلاج بالخلايا الجذعية في محاولة منهم لإيجاد طريقة لتجديد الخلايا التالفة. وقد تمت دراسة الطيور والأسماك لمدة طويلة بعد أن لوحظت قدرتها على تجديد خلاياها الشعيرية في الأنظمة الصوتية والدهليزية. وبالإضافة إلى ذلك، فقد أظهرت الخلايا الشعيرية السمعية الجانبية، المسؤولة عن وظيفة التنبيغ الميكانيكي الكهربائي، قدرتها على النمو مجددا في بعض الكائنات الحية، مثل سمكة الزرد.
وجد الباحثون جينًا في الثديات يعمل عادةً كمفتاح جزئي لمنع إعادة نمو خلايا الشعر في قوقعة الأذن لدى البالغين، جين ار بي ون (Rb1) يشفر بروتين الشبكية الذي يقمع الأورام. جين بي أر ون Rb1 يوقف انقسام الخلايا بتحفيزه لها ليخرجها من دورة الخلية، وتتجدد خلايا الشعر عند إزالة جين Rb1 في طبق الزرع، بالإضافة إلى أن الفئران التي تولد بدون جين Rb1 تنمو لديها خلايا شعر أكثر من الفئران التي لديها جينRb1. وعلاوة على ذلك، يظهر أن بروتين القنفذ الصوتي يمنع نشاط البروتين الشبكي وبهذا يؤدي إلى إعادة دورة الخلية وإعادة نمو خلايا جديدة. ووجد الباحثون أن مانع دورة الخلايا p27kip1 (CDKN1B) يحفز إعادة نمو خلايا الشعر في قوقعة الأذن عند الفئران بعد الحذف الجيني أو الهدم في استهداف سيرينا (p. 27)، وربما سيوصلنا بحث يدرس تجديد خلايا الشعر لاكتشاف علاج سريري يعالج فقدان السمع لدى الإنسان الناتج عن تلف خلايا الشعر أو موتها.